# 白い闇の女
『白い闇の女』（しろいやみのおんな、原題: Manhattan Night、別題: Manhattan Nocturne）は、2016年にアメリカ合衆国で製作されたスリラー映画。監督・脚本・製作はブライアン・デキュベリス。コリン・ハリソンの小説『マンハッタン夜想曲』を原作にしている。出演はエイドリアン・ブロディ、イヴォンヌ・ストラホフスキー。
日本では「未体験ゾーンの映画たち2017」の上映作品の一つとして2017年3月4日に公開された。
2015年に『ドラゴン・ブレイド』でブロディと共演したジャッキー・チェンが製作総指揮(executive producer)としてクレジットされている。

## キャスト
※括弧内は日本語吹替
- ポーター・レン - エイドリアン・ブロディ（宮本充）
- キャロライン・クローリー - イヴォンヌ・ストラホフスキー（魏涼子）
- サイモン・クローリー - キャンベル・スコット（星野貴紀）
- リサ・レン - ジェニファー・ビールス（実川貴美子）
- ホッブス - スティーヴン・バーコフ（竹本和正）
- ノーマ - リンダ・ラヴィン